# Lernertres
Lernertres es el tercer álbum de estudio del cantautor y músico argentino Alejandro Lerner. Fue producido y dirigido por Daniel Freiberg, mientras que el productor ejecutivo fue Alejandro Lerner. El álbum fue grabado en los estudios "Sound Ideas", en New York, en octubre de 1984 y publicado por "Interdisc" en dicho año. "Lernertres" es considerado uno de los mejores álbumes de Lerner, y fue, además, el álbum más vendido de la carrera musical de Lerner (vendió aproximadamente 300.000 copias). Además, incluye los temas "Parte del Milagro" y "No Hace Falta Que Lo Digas", los cuales son dos de los primeros éxitos del músico argentino. Precisamente, "No Hace Falta Que Lo Digas" fue la primera canción de Lerner compuesta por encargo, ya que había sido escrita para la película de Alejandro Doria "Los Pasajeros del Jardín", pero fue reemplazada por "Cuatro Estrofas". A su vez, Lerner comentó en una entrevista que el reconocido cantautor mexicano Armando Manzanero había dicho que "No Hace Falta Que Lo Digas" era su canción favorita. Curiosamente, tanto en la contratapa del álbum como en las letras de las canciones incluidas, los temas "La Fábula del Angelito" y "Queja Urbana" aparecen en distinto orden.

## Lista de canciones
Todas las canciones escritas y compuestas por Alejandro Lerner. 
| N.º   | Título                       | Duración |  |
| 1.    | «Nada menos, nada más»       | 3:01     |  |
| 2.    | «Parte del milagro»          | 4:00     |  |
| 3.    | «No hace falta que lo digas» | 4:23     |  |
| 4.    | «La fábula del angelito»     | 2:50     |  |
| 5.    | «Entre lágrimas y euforia»   | 4:31     |  |
| 6.    | «Libertad de pensamiento»    | 5:34     |  |
| 7.    | «El tiempo está solo»        | 4:01     |  |
| 8.    | «Queja urbana»               | 3:50     |  |
| 9.    | «Canta una canción de amor»  | 3:52     |  |
| 36:12 |                              |          |  |

## Músicos
- Alejandro Lerner: Piano, teclados y voces.
- Daniel Freiberg: Teclados.
- Carmine D'Amico, Jeff Mironov y Elliott Randall: Guitarras.
- Jorge Alfano: Bajo.
- Terry Silverlight: Batería.
- Bob Zottola, Bob Smith y Andy Wrelles: Bronces.
- Doris, Eugenio y Damaris: Coros.